# Hughson
Hughson és una població dels Estats Units a l'estat de Califòrnia. Segons el cens del 2000 tenia 3.980 habitants.

## Demografia
Segons el cens del 2000, Hughson tenia 3.980 habitants, 1.223 habitatges, i 993 famílies. La densitat de població era de 1.372 habitants/km².
Dels 1.223 habitatges en un 46% hi vivien nens de menys de 18 anys, en un 61,7% hi vivien parelles casades, en un 15,2% dones solteres, i en un 18,8% no eren unitats familiars. En el 16,1% dels habitatges hi vivien persones soles el 8,2% de les quals corresponia a persones de 65 anys o més que vivien soles. El nombre mitjà de persones vivint en cada habitatge era de 3,25 i el nombre mitjà de persones que vivien en cada família era de 3,63.
Per edats la població es repartia de la següent manera: un 33,5% tenia menys de 18 anys, un 10,1% entre 18 i 24, un 28,1% entre 25 i 44, un 18,8% de 45 a 60 i un 9,6% 65 anys o més.
L'edat mediana era de 31 anys. Per cada 100 dones de 18 o més anys hi havia 93,5 homes.
La renda mediana per habitatge era de 40.385 $ i la renda mediana per família de 46.325 $. Els homes tenien una renda mediana de 36.991 $ mentre que les dones 25.521 $. La renda per capita de la població era de 13.636 $. Entorn del 16,1% de les famílies i el 19,1% de la població estaven per davall del llindar de pobresa.

## Poblacions més properes
El següent diagrama mostra les poblacions més properes.